# Sofapaka Football Club
Maillots
Actualités
Le Sofapaka Football Club est un club kenyan de football basé à Nairobi et fondé en 2004. Le portugais Divaldo Alves est l'entraineur depuis août 2019.

## Palmarès
- Championnat du Kenya (1)
  - Champion : 2009

- Coupe du Kenya (2)
  - Vainqueur : 2007 et 2010
  - Finaliste : 2018

- Supercoupe du Kenya (2)
  - Vainqueur : 2010 et 2011
  - Finaliste : 2015